# Tetrastichus muhavurae
Tetrastichus muhavurae är en stekelart som beskrevs av Jean Risbec 1957. Tetrastichus muhavurae ingår i släktet Tetrastichus och familjen finglanssteklar. Inga underarter finns listade i Catalogue of Life.